# 物理的に孤立している俺の高校生活
『物理的に孤立している俺の高校生活』（ぶつりてきにこりつしているおれのこうこうせいかつ）は、森田季節による日本のライトノベル作品。イラストはMika Pikazoが担当している。ガガガ文庫（小学館）から2017年2月から2020年12月まで刊行された。

## 登場人物
八王子市にある［都立東京西部高校］という架空の学校の生徒であるのが殆ど。普通科は無く、異能力科しかない。
波久礼業平（はぐれ なりひら）
本作の主人公、高校2年の男子生徒。［ドレイン］の異能力者。「物理的にボッチになる」ため、この能力を嫌っている。貢献Ｌｖは0。
割と常識人で［ドレイン］のせいで誰かに迷惑をかけてしまうことをいつも気にかけている。
［ドレイン］：常時発動型で、半径１ｍ以内にいる人間の体力を吸い取り自分の肉体を強化する。
高鷲えんじゅ（たかわし えんじゅ）
業平と同じクラスの女子。［ココロオープン］の異能力者で貢献Lvは1。
能力の発動を嫌い周りを寄せ付けない孤高の毒舌少女を装うため「氷の姫」と呼ばれる。趣味がコア。
［ココロオープン］：条件発動型で他人と3秒間視線を合わせると電光掲示板が出現し、偽りのない本心が表示される。視線を外すと電光掲示板は消える。
菖蒲池愛河（あやめいけ あいか）
同学年別のクラスの女子。［チャーム］の異能力者で貢献Ｌｖは1。
天然小悪魔と形容されるが、能力のせいで「サキュバス」と陰口を言われている。襲撃の対策用で格闘術を一通り習っている。
［チャーム］：常時発動型で、他人の好感度を20倍に増幅させる。作用は限定的で相手が好意を感じた瞬間に作用する。
汐ノ宮嵐蘭（しおのみやらんらん）
業平のクラスに配属された転校生。「メイド長」の異能力者で貢献Ｌｖは1。
お嬢様言葉が特徴の心優しい少女。物事に対する熱意を周囲の人々と共有するのが下手なため引っ込み思案になっている。
［メイド長］：メイド長という名の謎の生物が一緒に居てくれる。嵐蘭とのみ会話が可能であるらしく彼女にか頻繁に助言してくれる。
竜田川エリアス（たつたがわ エリアス）
［純水操作］の異能力者で貢献Ｌｖは5。
業平と幼馴染で生徒会副会長。只、変なところで常識がない。昔は仲が良かったが、中三の時に業平を呼び出し「邪魔」と告げており、業平からはトラウマ扱いとなっている。見た目は小学生と間違われかねないが、周囲を圧倒するほどの巨乳に悩んでいる。
［純水操作］：意思発動型で水を浄化したりきれいな部分と不純物とを分離できる。
明星真宝（みょうじょう まほう）
生徒会会長。
生徒会会長。自身の能力の特徴により、昔から身の覚えのない冤罪で咎められることが多かったため世の中に対して斜に構えた視点をもっている。本当は面倒見が良い性格らしく、エリアスを通して知った業平の異能力問題に根気よく付き合っている。実はエリアス以上の巨乳の持ち主。

## 既刊一覧
- 森田季節（著） / Mika Pikazo（イラスト） 『物理的に孤立している俺の高校生活』 小学館〈ガガガ文庫〉、全9巻
  1. 2017年2月17日発売[2]、ISBN 978-4-09-451660-9
  2. 2017年6月20日発売[3]、ISBN 978-4-09-451685-2
  3. 2017年10月18日発売[4]、ISBN 978-4-09-451705-7
  4. 2018年3月20日発売[5]、ISBN 978-4-09-451727-9
  5. 2018年9月19日発売[6]、ISBN 978-4-09-451749-1
  6. 2019年3月19日発売[7]、ISBN 978-4-09-451780-4
  7. 2019年9月18日発売[8]、ISBN 978-4-09-451811-5
  8. 2020年5月19日発売[9]、ISBN 978-4-09-451848-1
  9. 2020年12月18日発売[10]、ISBN 978-4-09-451880-1

## オーディオブック
ガガガ文庫と声優事務所の81プロデュースが組んでオーディオブックを提供していくこととなり、2019年4月12日より行われる初回配信タイトルに第1巻が含まれている。2021年5月20日配信（ポケットドラマCDで4月23日先行配信）のオーディオブック化の第26弾に第2巻が含まれている。
1巻のキャスト（役名不明）
多田啓太、天海由梨奈、久遠エリサ、福緒唯、宮城一貴
2巻のキャスト
多田啓太（朗読）、天海由梨奈（高鷲えんじゅ）、福緒唯（菖蒲池愛河）、久遠エリサ（竜田川エリアス）、星乃葉月（汐ノ宮嵐蘭）、古谷繁幸（男性モブ）、齋藤峻（男性モブ）

## 漫画
『MAGCOMI』（マッグガーデン）にて2019年9月18日より2021年3月30日まで、らまによるコミカライズ作品『物理的に孤立している俺の高校生活@comic』が連載。
- 森田季節（原作） / Mika Pikazo（キャラクター原案） / らま（作画） 『物理的に孤立している俺の高校生活@comic』 マッグガーデン〈マッグガーデンコミック Beat'sシリーズ〉、全2巻
  1. 2020年6月12日発売[16]、ISBN 978-4-8000-0986-9
  2. 2021年6月14日発売[17]、電子書籍のみが発売